# Phorocera convexa
Phorocera convexa là một loài ruồi trong họ Tachinidae.